# Potez 63

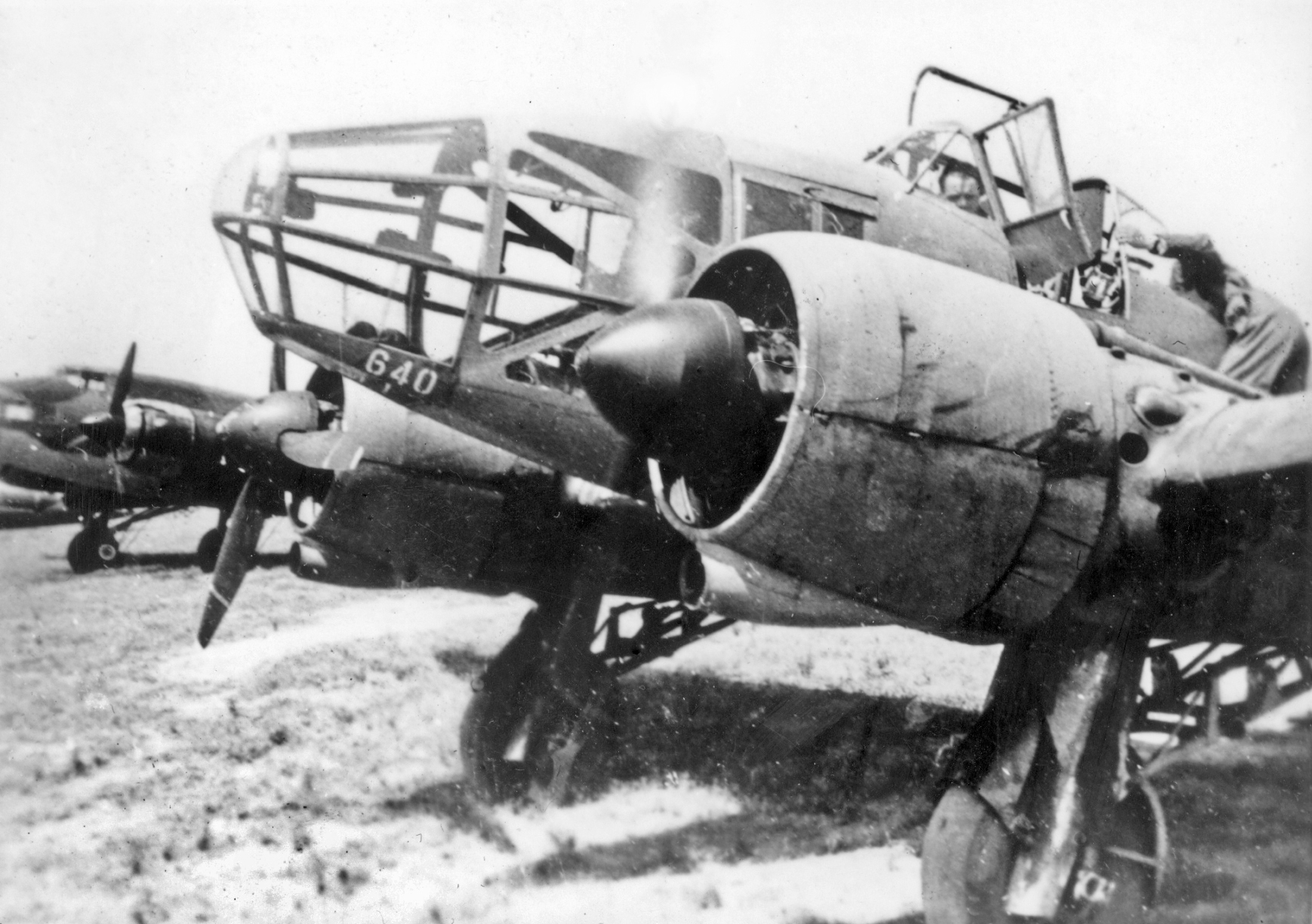
Potez 63.11

Potez 63 – seria francuskich samolotów, zaprojektowanych i budowanych w wytwórni Potez od 1938 roku w wersjach samolotów rozpoznawczych, myśliwskich i bombowych.

## Historia
Rodzina samolotów Potez 63 powstała na skutek zamówienia lotnictwa francuskiego z 1934 na samolot przeznaczony do eskortowania bombowców i realizujący modną w drugiej połowie lat 30. koncepcję „samolotu niszczycielskiego”. Jako pierwszy w wytwórni Potez został zaprojektowany zgodnie z wymaganiami ciężki dwusilnikowy samolot myśliwski z trzyosobową załogą. Przewidywano od razu także budowę innych wersji samolotu, w oparciu o tę samą konstrukcję płatowca. Pierwszy prototyp, oznaczony jako Potez 63.01 napędzany silnikami gwiazdowymi Hispano-Suiza 14HB został oblatany 25 kwietnia 1936 roku. Po próbach, które trwały cztery miesiące dokonano w nim poprawek i zmieniono jego oznaczenie na Potez 630.01. W 1937 zbudowano też drugi prototyp Potez 631.01, z silnikami Gnome-Rhône, które były przewidywane jako podstawowy typ napędu. Ponieważ oba prototypy wykazywały dobre właściwości lotne i eksploatacyjne, w maju 1937 roku francuskie ministerstwo lotnictwa zamówiło 10 dalszych prototypów samolotów Potez 63 w różnych odmianach, w celu sprawdzenia ich przydatności i dokonania ich oceny do poszczególnych zadań (były to cztery myśliwce Potez 630, trzy Potez 631, dwa lekkie bombowce Potez 633 B2 i samolot rozpoznawczy Potez 637 A3; potem jeden Potez 633 przebudowano na wersję szturmową Potez 639 AB2, a Potez 637 na prototyp Poteza 63.11).
Lotnictwo francuskie zamówiło następnie w 1937 roku pierwszą partię seryjnych myśliwców Potez 631 C3, napędzanych silnikami Gnome-Rhône 14M, a później kolejne partie. Z powodu dopiero rozwijającej się produkcji silników, zamówiono też 80 prawie identycznych myśliwców Potez 630 C1, napędzanych silnikami Hispano-Suiza 14AB 10/11 (wizualnie różniły się wlotami powietrza na górze osłon silników). Potezy 631 modyfikowano też do wersji myśliwca nocnego Potez 631 CN2, różniącej się dwuosobową załogą. Pierwszy seryjny Potez 630 został zbudowany w lutym 1938 roku.
Oprócz wersji myśliwskich, francuskie lotnictwo zamówiło samoloty w wersji lekkiego bombowca Potez 633 B2, z silnikami Gnome-Rhône 14M, oraz samolotu rozpoznawczego Potez 637 A3. Ponieważ Potez 637 nie spełniał wszystkich wymagań, opracowano wersję rozpoznawczą i współpracy z wojskami lądowymi Potez 63.11 A3, wyróżniającą się przeszklonym nosem kadłuba w celu zapewnienia dobrych warunków dla obserwatora. Nowy samolot był przeznaczony w większym stopniu dla bliskiego rozpoznania i wypełniania takich zadań, jak korygowanie ognia artylerii. Potez 63.11 stał się najbardziej masowo produkowaną wersją rodziny. Pierwszy prototyp tej wersji oblatano 31 grudnia 1938 roku. Zamówiono też małą liczbę egzemplarzy w wersji myśliwca treningowego Potez 631 Ins, o podwójnym układzie sterowania.
Tempo produkcji było dość szybkie i pierwsze egzemplarze seryjne Potezów serii 63 zaczęto dostarczać do lotnictwa francuskiego w 1938 roku, a dostawy i produkcja trwała do 25 czerwca 1940 roku. Zbudowano jeszcze kilka innych odmian samolotu Potez 63 – m.in. bombowca nurkującego, samolotu szturmowego i nocnego myśliwca, lecz pozostały one w fazie prototypu. 
Warianty rodziny Potez 63:
- Potez 630 C3 – samolot myśliwski z silnikami Hispano-Suiza HS-14A/B
- Potez 631 C3 – samolot myśliwski z silnikami Gnôme-Rhône GR 14M4/5
- Potez 631 CN2 – samolot myśliwski nocny z silnikami Gnôme-Rhône GR 14M4/5
- Potez 632 Bp2 – morski bombowiec nurkujący (prototyp)
- Potez 633 B2 – lekki dwumiejscowy samolot bombowy
- Potez 634 – spotykane oznaczenie myśliwca treningowego Potez 631 Ins
- Potez 635 CN2 – samolot myśliwski nocny (prototyp)
- Potez 637 A3 – trzymiejscowy samolot rozpoznawczy
- Potez 639 AB2 – dwumiejscowy samolot szturmowo-bombowy (prototyp)
- Potez 63.11 A3 – trzymiejscowy samolot rozpoznawczy i współpracy z armią
- Potez 63.12 C3 – samolot myśliwski z silnikami gwiazdowymi Pratt & Whitney Twin Wasp Junior (prototyp)
- Potez 63.13 Bp2 – bombowiec nurkujący (prototyp)
- Potez 63.16 T3 – samolot szkolny (prototyp)

We francuskiej nomenklaturze, litera za oznaczeniem samolotu oznaczała jego przeznaczenie (np. A – rozpoznawczy, B – bombowy, C – myśliwiec), a dalsza cyfra - liczbę załogi.
Łącznie wyprodukowano do maja 1940 roku ponad 1115 samolotów serii Potez 63 wszystkich wersji, z czego w poszczególnych odmianach: 
- Potez 630 C3 – 86 sztuk (podawane też liczby 82-88)
- Potez 631 C3 – 208 sztuk (podawane też liczby 207-215)
- Potez 633 B2 – 71 sztuk
- Potez 637 A3 – 61 sztuk
- Potez 63.11 – 776 sztuki (z czego lotnictwu przekazano 712) (według innych danych[jakich?] 723)

## Użycie
Od maja 1938 roku samoloty Potez 630, a następnie inne warianty, były systematycznie wprowadzane do lotnictwa francuskiego. Mimo intencji konstruktora, by stworzyć szybki samolot myśliwski, zdolny do działań zarówno w dzień, jak i w nocy, to okazało się w praktyce, iż jako myśliwiec ma za słabe osiągi wobec rozwoju techniki lotniczej, natomiast najlepszym zastosowaniem dla tego samolotu jest rozpoznanie powietrzne zarówno w obszarze linii frontu, jak również na dalekim zapleczu wroga. Dlatego też zwiększono produkcję wersji rozpoznawczej, kosztem innych. Samoloty Potez 63.11 zaczęły wchodzić na wyposażenie jednostek od listopada 1939.
W momencie wybuchu wojny, francuskie lotnictwo miało 85 Рotezów 630 (z tego 65 w jednostkach bojowych), 206 Рotezów 631 (z tego 117 w jednostkach bojowych). Po wejściu na uzbrojenie okazało się, że silniki Hispano-Suiza myśliwców Potez 630 sprawiały dużo problemów, dlatego przed atakiem Niemiec na Francję Potezy 630 zastąpiono w jednostkach bojowych przez Potezy 631 i skierowano do jednostek szkolnych. Podczas kampanii francuskiej, Potezy 631 używane były w eskadrze myśliwskiej ЕСМ 1/16, pięciu eskadrach myśliwców nocnych ECN 1/13,  ECN 2/13, ECN 3/13, ECN 4/13 i ECN 5/13 oraz dywizjonie lotnictwa marynarki wojennej F1C w Calais, w składzie dwóch eskadr AC1 i AC2. Dzienne myśliwce nie odnosiły dużych sukcesów, zwłaszcza w starciu z szybszymi i zwrotniejszymi myśliwcami Bf 109. Były one również mylone ze względu na podobieństwo z niemieckimi samolotami Bf 110. Najbardziej efektywne w działaniach okazały się myśliwskie Potezy lotnictwa morskiego. Wersje nocne, z powodu braku aparatury do wykrywania celów (w postaci np. radaru), były nieefektywne.
Podczas kampanii francuskiej w 1940 roku samoloty Potez 63.11 używane były w dużej liczbie w dywizjonach rozpoznawczych (GR) oraz dywizjonach współpracy z armią (GAO). Ponosiły one spore straty, głównie na skutek ognia artylerii przeciwlotniczej, ale też myśliwców niemieckich. Wysokie też był straty niebojowe, związane z trudnością właściwej obsługi samolotu w warunkach przerzucania między lotniskami polowymi. Na części samolotów zaczęto montować mocniejsze uzbrojenie w postaci dodatkowych karabinów maszynowych. Tak uzbrojone samoloty wykonywały również zadania szturmowe z lotu koszącego. W początkowej fazie wojny wykorzystywano również Potezy 637 do zadań rozpoznawczych nad Niemcami. Potez 637 był też pierwszym zestrzelonym samolotem francuskim, 8 września 1939, w walce powietrznej przez myśliwiec Bf 109.
Po zajęciu Francji przez Niemców kilka samolotów Potez 63.11 przeleciało do Wielkiej Brytanii. Wiele tych maszyn włączono do jednostek treningowych Luftwaffe. Wyposażono w te samoloty kilka jednostek francuskiego rządu Vichy w Afryce, walczyły one następnie przeciw aliantom w Syrii i podczas lądowania na Madagaskarze i w Północnej Afryce. Trzech Potezów 63.11 używało lotnictwo Wolnych Francuzów w Senegalu. Samoloty Potez 63.11 były używane do 1944 roku.
Ponieważ Francuzi pod koniec lat 30. zrezygnowali z rozwijania dwumiejscowych bombowców, najmniej liczną z wersji używanych w lotnictwie francuskim stał się Potez 633. Po wybuchu wojny, rząd francuski zarekwirował część samolotów, które miały być wysłane na eksport. Potezy 633 używane były głównie do szkolenia załóg w dywizjonach przezbrajanych na nowsze samoloty bombowo-szturmowe Breguet 691. Samoloty te wzięły mimo to udział w jednej akcji bojowej. 
Bombowce Potez 633 cieszyły się za to większym zainteresowaniem za granicą. 11 sztuk zostało zakupione przez Grecję, a 20 przez Rumunię. Dalszych zamówionych 20 rumuńskich, 13 greckich i 5 chińskich samolotów nie dostarczono. Greckie Potezy w składzie eskadry 31 Mira walczyły przeciw Włochom w 1940 i 1941 roku, a rumuńskie walczyły podczas wczesnego etapu wojny przeciw ZSRR. W 1943 roku Rumunia zakupiła od francuskiego rządu Vichy 67 Potezów 63.11, które przeznaczono do szkolenia. 40 Potezów 63.11 zakupiło od Niemców także lotnictwo węgierskie, gdzie następnie również używane były do szkolenia. Chiny zamówiły 1 samolot Potez 631, ale nie został dostarczony, lecz po wybuchu wojny przejęły go władze francuskie w Indochinach. Oprócz bombowców, Szwajcaria zakupiła 2 myśliwce Potez 630, a Jugosławia jeden.

## Użycie w lotnictwie polskim
W samoloty Potez 63.11 w marcu 1940 roku miał zostać wyposażony polski 1 dywizjon rozpoznawczy, dowodzony przez mjr pil. Edwarda Młynarskiego. Załogi zostały przeszkolone do maja 1940 roku we francuskich ośrodkach szkoleniowych i oczekiwały na przydział samolotów bojowych na lotnisku Bron w Lyonie. Tam też dwa takie samoloty zostały przemalowane w barwy Polskich Sił Powietrznych we Francji z okazji wizyty gen. Władysława Sikorskiego. Dywizjon ten nie wszedł do walki, lecz część polskich załóg latało na tych samolotach we francuskich dywizjonach rozpoznawczych: GR I/35, GR I/12, GA II/22 i GA I/36.

## Opis konstrukcji
Samoloty serii Potez 63 były dwusilnikowymi dolnopłatami wolnonośnymi z podwójnym usterzeniem kierunku, o konstrukcji całkowicie metalowej, półskorupowej. Podwozie samolotu klasyczne, wciągane w locie do gondol silnikowych. Załoga trzyosobowa: pilot, nawigator/obserwator i strzelec pokładowy/radiooperator (Potez 630, 631 C3, 637, 63.11) lub dwuosobowa (Potez 633, 631 CN2). Potez 63.11 miał stanowisko obserwatora w oszklonym nosie kadłuba, a na górze kadłuba znajdowała się osobna kabina pilota ze stanowiskiem strzelca w jej tylnej części. Pozostałe wersje miały wspólną kabinę załogi z długą przeszloną osłoną, której fragmenty były odsuwane.  
Uzbrojenie:

Potez 63.11 uzbrojony był standardowo w 3 karabiny maszynowe MAC kal. 7,5 mm: 1 stały pod kadłubem, strzelający do przodu i uruchamiany przez pilota, 1 ruchomy strzelca w górnym stanowisku strzeleckim i 1 stały pod kadłubem, strzelający w tył pod kątem 5° w dół. Część samolotów miało wzmocnione uzbrojenie, mogły one mieć 2 lub 3 stałe km pilota i 3 stałe km strzelające do dołu w tył. Pod skrzydłami można było podwiesić 4 bomby o masie 50 kg. Ponadto, samolot mógł zabierać 4 karabiny maszynowe podczepione w gondolach pod skrzydłami, co w maksymalnym wariancie dawało 11 karabinów maszynowych. 
Potez 631 uzbrojony był w dwa działka 20 mm Hispano-Suiza S9 lub HS404 w nosie kadłuba i 1 ruchomy karabin maszynowy w górnym stanowisku strzeleckim (niektóre samoloty miały jedno działko i karabin maszynowy w nosie kadłuba). Na części samolotów późnych serii wzmacniano uzbrojenie przez dodanie 4 karabinów maszynowych MAC kal. 7,5 mm pod skrzydłami.
Napęd:

dwa silniki gwiazdowe, chłodzone powietrzem. Pojemność zbiorników paliwa: 946 l (Potez 63.11) lub 758 l (inne wersje).

## Dane taktyczno-techniczne samolotów Potez 63
| Model                      | 630C3                                                                  | 631C3                                                                                          | 633                                                                         | 63.11                                                                   |
| -------------------------- | ---------------------------------------------------------------------- | ---------------------------------------------------------------------------------------------- | --------------------------------------------------------------------------- | ----------------------------------------------------------------------- |
| Masa własna (kg)           | 2600                                                                   | 2600                                                                                           | 2450                                                                        | 3154                                                                    |
| Masa całkowita (kg)        | -                                                                      | 3735                                                                                           | 3760                                                                        | 4530                                                                    |
| Rozpiętość (m)             | 16,00                                                                  | 16,00                                                                                          | 16,00                                                                       | 16.00                                                                   |
| Długość (m)                | 11,07                                                                  | 11,07                                                                                          | 11,07                                                                       | 11,07                                                                   |
| Wysokość (m)               | 3,67                                                                   | 3,67                                                                                           | 3,67                                                                        | 3,67                                                                    |
| Powierzchnia nośna (m²)    | 33,00                                                                  | 33,00                                                                                          | 33,00                                                                       | 33,00                                                                   |
| Napęd                      | 2 silniki gwiazdowe Hispano-Suiza HS 14AB o mocy 725 KM (533 kW) każdy | 2 silniki gwiazdowe Gnôme-Rhône GR 14 M „Mars” o mocy 700 KM (515 kW) każdy                    | 2 silniki gwiazdowe Gnôme-Rhône GR 14 M „Mars” o mocy 700 KM (515 kW) każdy | 2 silniki gwiazdowe Gnôme-Rhône GR 14/M4/5 o mocy 710 KM (522 kW) każdy |
| Uzbrojenie                 | ?                                                                      | 2 działka kal. 20 mm Hispano-Suiza HS 404 1 - 5 karabinów maszynowych kal. 7,5 mm MAC wz. 1934 | 2 karabiny maszynowe kal. 7,5 mm MAC wz. 1934 400 kg bomb                   | 3 karabiny maszynowe kal. 7,5 mm MAC wz. 1934 200 kg bomb               |
| Prędkość maksymalna (km/h) | 440                                                                    | 440                                                                                            | 438                                                                         | 432                                                                     |
| Prędkość wznoszenia (m/s)  | 9,2                                                                    | 9,2                                                                                            | -                                                                           | 8,4                                                                     |
| Pułap (m)                  | 10000                                                                  | 10000                                                                                          | 8000                                                                        | 8500                                                                    |
| Zasięg (km)                | -                                                                      | -                                                                                              | 1300                                                                        | 1500                                                                    |